# Дифосфид палладия
Дифосфи́д палла́дия — бинарное неорганическое соединение
палладия и фосфора
с формулой PdP2,
кристаллы.

## Получение
- Сплавление стехиометрических количеств чистых веществ:

{\displaystyle {\mathsf {Pd+2P\ {\xrightarrow {1150^{o}C}}\ PdP_{2}}}}

## Физические свойства
Дифосфид палладия образует кристаллы
моноклинной сингонии,
пространственная группа I 2/a,
параметры ячейки a = 0,6207 нм, b = 0,5857 нм, c = 0,5874 нм, β = 111,80°, Z = 4
.